# Aborto en Chile
El aborto, referido al aborto inducido, en Chile está permitido sólo para salvar la vida de la madre, inviabilidad fetal o por violación.
El aborto fue definido como delito en el Código Penal de 1874. Sin embargo, en 1931 se establecieron excepciones con fines terapéuticos en el Código Sanitario. Dicha excepción se mantuvo hasta 1989, cuando la dictadura militar de Augusto Pinochet penalizó nuevamente todo tipo de finalización voluntaria del embarazo. Sin embargo, no se consideraba aborto punible el aborto indirecto, esto es, aquel que era consecuencia prevista pero no buscada de procedimientos médicos destinados a salvar la vida de la madre.
En los años posteriores, se generó un importante debate respecto a la despenalización del aborto, especialmente en algunos casos específicos. El gobierno de Michelle Bachelet presentó en 2015 un proyecto de ley que despenalizaba parcialmente el aborto, únicamente en las causales de violación, inviabilidad fetal y riesgo para la vida de la madre. Dicho proyecto fue aprobado por el Congreso Nacional el 3 de agosto de 2017 y luego fue refrendado por el Tribunal Constitucional el 21 de agosto del mismo año. La ley fue promulgada el 14 de septiembre de 2017.

## Historia de la legislación sobre aborto

### Regulación colonial
En Chile el aborto se consideraba una conducta tanto moral como socialmente reprochable desde la colonización de los españoles, quienes trajeron con ellos los valores occidentales judeocristianos que imperan en el país y que tradicionalmente han rechazado dicho acto. La conquista española significó la vigencia de su derecho en el Reino de Chile, por lo que ya desde esa época que el aborto está sancionado penalmente. Solo de forma clandestina se practicaban abortos mediante infusiones, hierbas u otros métodos naturales.[cita requerida]
La independencia de Chile no acarreó cambios significativos en el ordenamiento jurídico, manteniéndose vigentes las leyes españolas por varias décadas, solo alteradas antes de la codificación por algunas leyes especiales que no afectaron la regulación del aborto.[cita requerida]

### Delito de aborto en el Código Penal (1874)

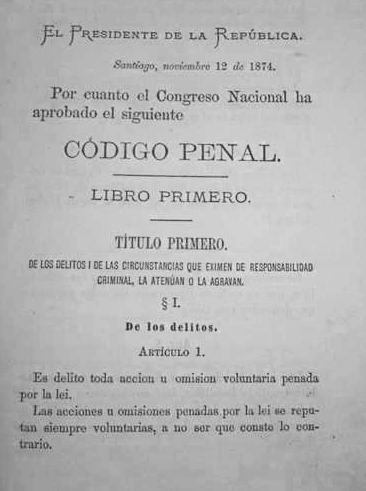
Primera edición del Código Penal de Chile.

El Código Penal, desde su versión original, pena el aborto en sus artículos 342 a 345. Esto se debe a la clara influencia de las leyes penales anteriores recogidas en el Código y al influjo del Código Penal español en la redacción del chileno.
En el contexto de reproche moral del aborto por los valores tradicionales de la época, tiene sentido el inciso segundo del artículo 344, el que se mantiene prácticamente igual desde la promulgación del Código y que establece una disminución de la pena asignada al aborto si la mujer «lo hiciere para ocultar su deshonra».

### Legalización del aborto terapéutico (1931-1968)
En 1931, durante el gobierno de Carlos Ibáñez del Campo, se legalizó el aborto terapéutico contemplándose en el artículo 226 del Código Sanitario para ciertos supuestos definidos por ley. Dicha norma establecía:

«Art. 226. Sólo con fines terapéuticos se podrá interrumpir un embarazo o practicar una intervención para hacer estéril a una mujer quiere la opinión documentada de tres facultativos.

Cuando no fuese posible proceder en la forma antedicha, por la urgencia del caso por falta de facultativos en la localidad, se documentara lo ejecutado por el médico y dos testigos, quedando en poder de aquél el testimonio correspondiente».
Código Sanitario de Chile, versión de 1931.

El número de abortos fue en crecimiento, junto con la elevada natalidad que el país alcanzó hacia la década de 1960. Esta protección oficial al aborto se vio reforzada por la difusión de métodos anticonceptivos iniciados en el gobierno demócratacristiano de Eduardo Frei Montalva, durante el cual también se reformó el Código Sanitario, reduciendo los requisitos para realizar un aborto terapéutico. Así, el artículo 119, perteneciente a su Libro Quinto «Del ejercicio de la medicina y profesiones afines», decía:

«Art. 119. Sólo con fines terapéuticos se podrá interrumpir un embarazo. Para proceder a esta intervención se requerirá la opinión documentada de dos médicos-cirujanos».
Código Sanitario de Chile, versión de 1968.

### Prohibición durante la dictadura militar (1973-1990)
Durante el funcionamiento de la Comisión de Estudios de la Nueva Constitución (conocida como «Comisión Ortúzar»), establecida por el régimen militar para la discusión del anteproyecto de una nueva constitución, Jaime Guzmán Errázuriz trató de introducir una prohibición constitucional del aborto. Su discurso consta en las actas oficiales de la Comisión del 14 de noviembre de 1974: «La madre debe tener el hijo aunque este salga anormal, aunque no lo haya deseado, aunque sea producto de una violación o, aunque de tenerlo, derive su muerte».
Finalmente, los demás redactores de la Constitución de 1980 no aceptaron esa moción (prohibición constitucional de todo aborto), por lo que solo establecieron, en su artículo 19, número 1, que «la ley protege la vida del que está por nacer», con lo que la regulación de la materia quedó radicada en la ley.
Ese mandato del constituyente al legislador se materializó en 1989 con la modificación del artículo 119 del Código Sanitario, derogándose además las disposiciones de 1931. Esta modificación fue promovida por el cardenal Jorge Medina con la ayuda del almirante José Toribio Merino. La norma pasó a prescribir lo siguiente:

Artículo 119. No podrá ejecutarse ninguna acción cuyo fin sea provocar un aborto.
Código Sanitario de Chile, versión de 1989.

Así, Chile pasó a ser un Estado con una regulación protectora del nasciturus a costa de la madre, ya que no permitía el aborto ni siquiera en caso de violación o incesto. La práctica médica en aquellos casos en que peligra la vida de la madre no cambió sustancialmente, debido a la aplicación del principio de doble efecto en la interpretación del Código Sanitario.

### Intentos por restablecer el aborto terapéutico (1990-2013)

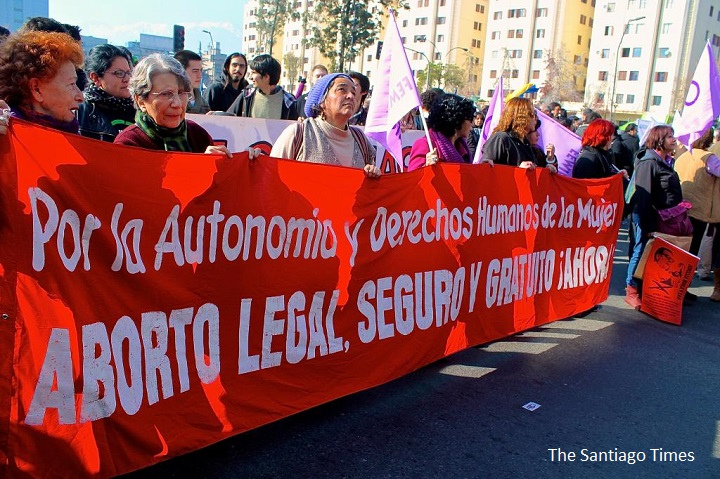
Mujeres protestando contra la penalización del aborto en julio de 2013.

Desde la transición a la democracia iniciada en 1990, algunos parlamentarios de los partidos pertenecientes a la Concertación de Partidos por la Democracia presentaron una serie de proyectos de ley que buscaron restablecer la figura del aborto terapéutico, bajo condiciones similares al año 1931. El primero de ellos (Boletín N.º 499-07) fue presentado como moción en 1991 por los diputados Adriana Muñoz, Armando Arancibia, Carlos Smok, Juan Pablo Letelier y Carlos Montes.
| «Estas tesis ultraliberales en materia de familia hacen una valoración casi absoluta de la libertad, levantan en el mundo banderas como el término de la censura cinematográfica, la más absoluta y completa libertad de la pornografía, alienta divorcios a sola firma y concluyen en muchos países en una autorización del aborto». —Ramón Briones, consejero de la Democracia Cristiana, 1993. |

Todos estos proyectos resultaron infructuosos, por la oposición del Partido Demócrata Cristiano (PDC) —también perteneciente a la Concertación— y los partidos de la Alianza —la Unión Demócrata Independiente (UDI) y Renovación Nacional (RN)— que estaban ampliamente influenciados por la iglesia católica. Uno de los argumentos de los opositores a la reforma del aborto era que el aborto terapéutico sería una denominación confusa e innecesaria que pretendería encubrir la admisibilidad del aborto libre, toda vez que el aborto terapéutico estaría cubierto por la legislación de 1989.
En 2011, el presidente Sebastián Piñera planteó que usaría su poder constitucional de veto en caso de aprobarse en el Congreso un proyecto de ley de aborto terapéutico. Durante la presentación del informe del Instituto Nacional de Derechos Humanos para el año 2013, Piñera nuevamente manifestó su rechazo al aborto, afirmando que «la palabra aborto y la palabra terapéutico son esencialmente contradictorias, porque aborto es atentar contra la vida y terapéutico es intentar salvar la vida».
En 2013, el Congreso Nacional aprobó un proyecto de ley presentado por el senador Jaime Orpis, que declaró el día 25 de marzo como el «Día del que está por nacer y de la adopción».

### Legalización del aborto en tres causales en 2017

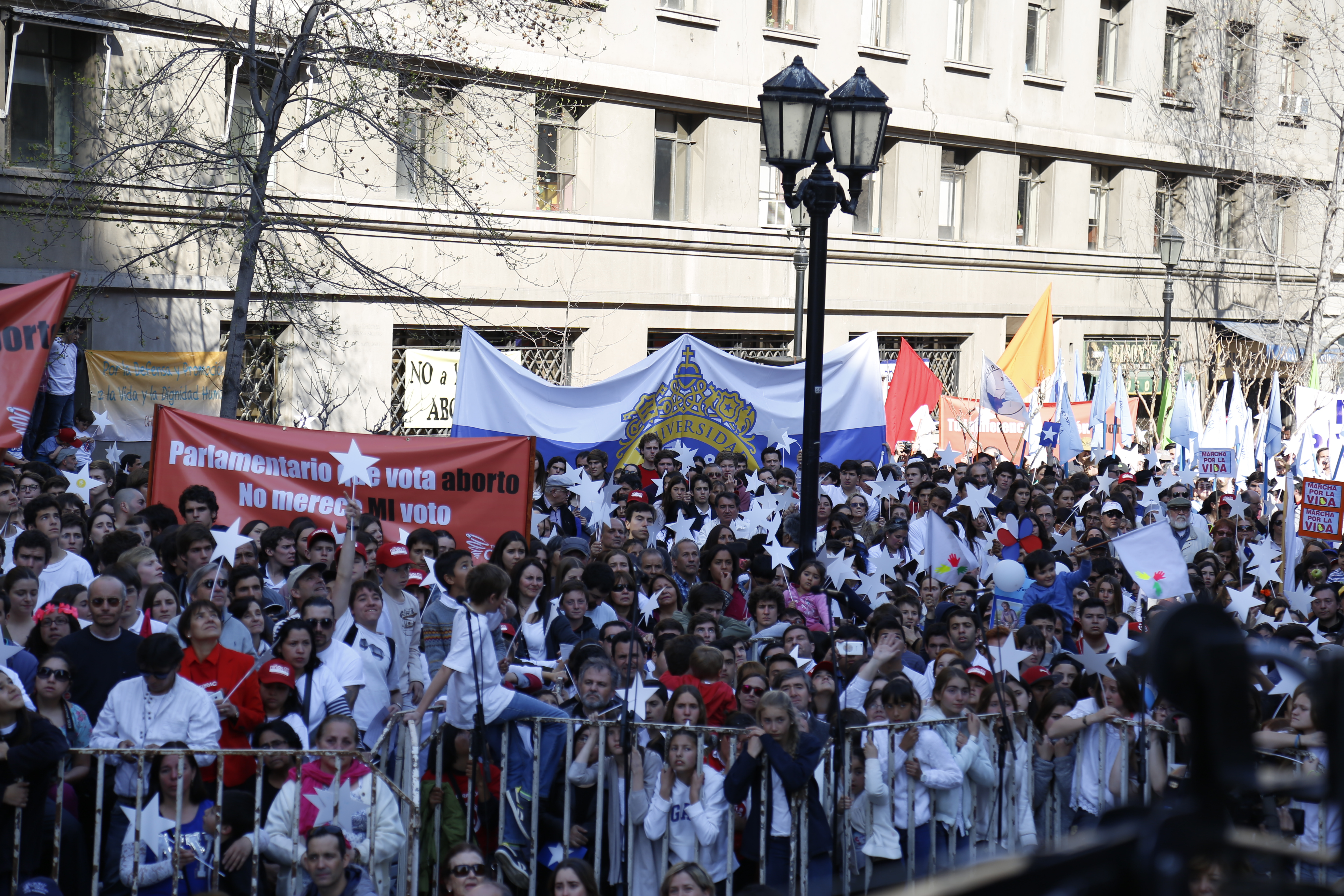
Protesta de grupos provida en septiembre de 2016.

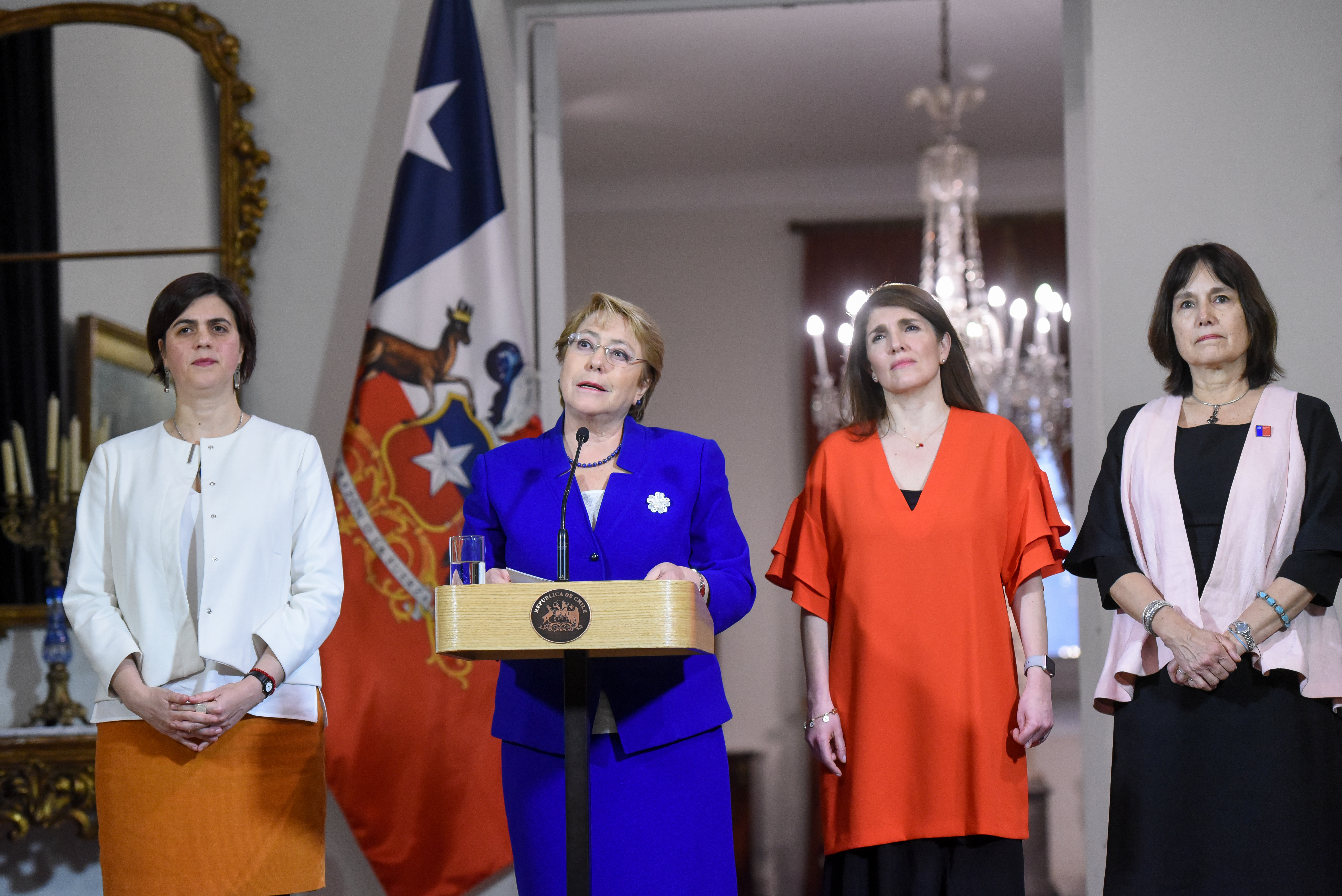
La presidenta Michelle Bachelet junto a las ministras Claudia Pascual, Paula Narváez y Carmen Castillo, se refiere al fallo del Tribunal Constitucional sobre el proyecto de aborto en agosto de 2017.

Durante su cuenta pública del 21 de mayo de 2014, la presidenta Michelle Bachelet anunció que promovería un proyecto de ley para despenalizar el aborto terapéutico en casos de riesgo para la vida de la madre, violación e inviabilidad del feto, mediante la reforma del Código Sanitario y del Código Penal. La iniciativa generó desde el primer momento un fuerte debate político.

La normativa vigente sobre interrupción del embarazo, que la prohíbe sin excepciones, no responde al trato digno que el Estado de Chile debe otorgar a sus ciudadanas en estas situaciones y sitúa a nuestro país como uno de los cuatro en el mundo que lo criminaliza en todas sus modalidades, además de El Vaticano: Chile, Nicaragua, El Salvador y Malta.
Michelle Bachelet, Mensaje N.° 1230-362 del 31 de enero de 2015.

El proyecto ingresó al Congreso el 31 de enero de 2015, mediante el Boletín 9895-11, y la Comisión de Salud de la Cámara de Diputados aprobó el proyecto el 4 de agosto, mientras que la causal de violación fue aprobada el 15 de septiembre de 2015. Dicha Cámara aprobó finalmente el proyecto el 17 de marzo de 2016, pasando al Senado. La Comisión de Salud del Senado aprobó el proyecto el 6 de septiembre de 2016, por tres votos a favor —incluyendo el de la presidenta del PDC, Carolina Goić— y dos en contra. El Senado aprobó el proyecto el 19 de julio de 2017, y al día siguiente pasó a la Cámara de Diputados, que rechazó las modificaciones realizadas por el Senado. Por ello, la propuesta pasó a la Comisión Mixta de diputados y senadores, que lo revisó y aprobó el 1 de agosto, siendo nuevamente despachado al Senado, que lo aprobó definitivamente el 2 de agosto.
Congresistas de la coalición derechista Chile Vamos presentaron dos requerimientos de constitucionalidad por el proyecto ante el Tribunal Constitucional (TC), el cual los declaró admisibles el 8 de agosto.El tribunal recibió a representantes de 135 organizaciones y más de 200 informes, tanto a favor como en contra de la constitucionalidad del proyecto, tras lo cual los ministros del tribunal fallaron, rechazando los recursos por 6 votos contra 4.Como resultado, el aborto se legalizó en las tres causales, siendo promulgada la ley 21.030 el 14 de septiembre de 2017, y publicada en el Diario Oficial el 23 de septiembre de ese año.
La primera aplicación de la nueva reglamentación se realizó el 5 de octubre de 2017 en el Hospital San José de Santiago, cuando fue interrumpido el embarazo de una niña de 12 años, ocurrida producto de una violación.

### Propuesta de cuarta causal en 2023
En 2023, las repetidas fallas masivas de anticonceptivos en Chile, y entre otras la falla masiva de Anulette CD, llevó el Colegio de Químico-Farmacéuticos y Bioquímicos de Chile a proponer la discusión de una cuarta causal de aborto en casos de falla del método anticonceptivo.

## Regulación jurídica
El aborto en el ordenamiento jurídico chileno se encuentra regulado por dos leyes:
- Código Penal: artículos 342 a 345.
- Código Sanitario: artículos 119, 119 bis, 119 ter y 119 quáter.

### Código Penal
Título VII: Crímenes y simples delitos contra el orden de las familias y contra la moralidad pública
1. Aborto

Art. 342. El que maliciosamente causare un aborto será castigado:

1.° Con la pena de presidio mayor en su grado mínimo, si ejerciere violencia en la persona de la mujer embarazada.

2.° Con la de presidio menor en su grado máximo, si, aunque no la ejerza, obrare sin consentimiento de la mujer.

3.° Con la de presidio menor en su grado medio, si la mujer consintiere.

Art. 343. Será castigado con presidio menor en sus grados mínimo a medio, el que con violencias ocasionare un aborto, aun cuando no haya tenido propósito de causarlo, con tal que el estado de embarazo de la mujer sea notorio o le constare al hechor.

Art. 344. La mujer que, fuera de los casos permitidos por la ley, causare su aborto o consintiere que otra persona se lo cause, será castigada con presidio menor en su grado máximo.

Si lo hiciere por ocultar su deshonra, incurrirá en la pena de presidio menor en su grado medio.

Art. 345. El facultativo que, abusando de su oficio, causare el aborto o cooperare a él, incurrirá respectivamente en las penas señaladas en el art. 342, aumentadas en un grado.

### Código Sanitario
El artículo 119 establece que, «mediando la voluntad de la mujer, se autoriza la interrupción de su embarazo por un médico cirujano», en tres causales:

1. La mujer se encuentre en riesgo vital, de modo que la interrupción del embarazo evite un peligro para su vida.
2. El embrión o feto padezca una patología congénita adquirida o genética, incompatible con la vida extrauterina independiente, en todo caso de carácter letal.
3. Sea resultado de una violación, siempre que no hayan transcurrido más de doce semanas de gestación. Tratándose de una niña menor de 14 años, la interrupción del embarazo podrá realizarse siempre que no hayan transcurrido más de catorce semanas de gestación.

En los incisos siguientes, el artículo 119 establece que «la mujer deberá manifestar en forma expresa, previa y por escrito su voluntad de interrumpir el embarazo», y establece las formas de establecer esa voluntad en casos de discapacidad, y en los que se requiere un representante legal, como la interdicción por demencia y las niñas menores de 14 años. En ese último caso, si no hay autorización por el representante de la niña, ella «asistida por un integrante del equipo de salud, podrá solicitar la intervención del juez para que constate la ocurrencia de la causal». En los casos en que la interrupción del embarazo se realice por una adolescente de 14 años y menor de 18 deberá ser informada a su(s) representante(s) legal(es).
También se establece el derecho de la mujer de acceder a un programa de acompañamiento, «tanto en su proceso de discernimiento, como durante el período siguiente a la toma de decisión, que comprende el tiempo anterior y posterior al parto o a la interrupción del embarazo, según sea el caso. Este acompañamiento incluirá acciones de acogida y apoyo biopsicosocial ante la confirmación del diagnóstico y en cualquier otro momento de este proceso».

## Objeción de conciencia
El artículo 199 ter. modificado en la ley 21030 del código sanitario concede la oportunidad al médico cirujano que dentro de las causales de aborto éste decide abstenerse de llevar a cabo el procedimiento, teniendo éste que informarlo al director del establecimiento de salud. También gozan de la abstención los funcionarios que tengan relación con la intervención.

El médico cirujano requerido para interrumpir el embarazo por alguna de las causales descritas en el inciso primero del artículo 119 podrá abstenerse de realizarlo cuando hubiese manifestado su objeción de conciencia al director del establecimiento de salud, en forma escrita y previa. De este mismo derecho gozará el resto del personal al que corresponda desarrollar sus funciones al interior del pabellón quirúrgico durante la intervención. En este caso, el establecimiento tendrá la obligación de reasignar de inmediato otro profesional no objetante a la paciente. Si el establecimiento de salud no cuenta con ningún facultativo que no haya realizado la manifestación de objeción de conciencia, deberá derivarla en forma inmediata para que el procedimiento le sea realizado por quien no haya manifestado dicha objeción. El Ministerio de Salud dictará los protocolos necesarios para la ejecución de la objeción de conciencia. Dichos protocolos deberán asegurar la atención médica de las pacientes que requieran la interrupción de su embarazo en conformidad con los artículos anteriores. La objeción de conciencia es de carácter personal y podrá ser invocada por una institución.

Pese a la objeción de conciencia, también en el mismo artículo se estipula que el médico cirujano no podrá abstenerse de realizar la intervención si la mujer (en relación con la causal número uno, del peligro de la madre) requiera someterse a cirugía inmediata e impostergable, y no exista otro cirujano que pueda realizar la intervención.

En el caso de que la mujer requiera atención médica inmediata e impostergable, invocando la causal del número 1) del inciso primero del artículo 119, quien haya manifestado objeción de conciencia no podrá excusarse de realizar la interrupción del embarazo cuando no exista otro médico cirujano que pueda realizar la intervención.

## Abortos clandestinos
Según cifras del Ministerio de Salud, se realizan más de 33 000 abortos por año,es decir 90 abortos diarios en promedio. Sin embargo, el Instituto Chileno de Medicina Reproductiva estima una cantidad superior: entre 60 000 a 70 000 abortos al año. La estimación se efectúa a partir de la tasa global de fecundidad, mujeres en edad fértil y mujeres que usan anticoncepción.